# Blasphemer
Rune Eriksen (nascido em 13 de janeiro de 1975), mais conhecido pelo seu nome artístico Blasphemer, é um músico norueguês, famoso por ser o ex-guitarrista e compositor da banda de black metal Mayhem. Ele adotou seu nome artístico a partir de uma música da banda Sodom e ingressou no Mayhem em outubro de 1994, deixando a banda no final de 2008. Eriksen fundou seu projeto solo RUÏM em 2020 e atualmente é membro das bandas Aura Noir, Earth Electric, e das bandas multinacionais Twilight Of The Gods e Vltimas, sendo a primeira inicialmente uma banda tributo ao Bathory e a última sendo um supergrupo com o ex-vocalista do Morbid Angel, David Vincent, e o baterista Flo Mounier do Cryptopsy. Eriksen e Mounier já fizeram parte da banda do artista de death metal Nader Sadek, juntamente com Steve Tucker do Morbid Angel. Eriksen também foi membro ao vivo do Gaahls Wyrd e fez participações em gravações de Absu, Negură Bunget e Root. Suas bandas e projetos anteriores incluem Mezzerschmitt e a banda portuguesa de gothic doom Ava Inferi. Eriksen reside em Portugal desde 2004.

## Discografia

### Com Mayhem
- 1997 - Wolfs Lair Abyss (EP)

- 1999 - Mediolanum Capta Est (ao vivo)
- 2000 - A Grand Declaration of War
- 2001 - Live in Marseille (ao vivo)
- 2004 - Chimera
- 2007 - Ordo Ad Chao

### ComAura Noir
- Black Thrash Attack (1996)
- The Merciless (2004)
- Hades Rise (2008)
- Out to Die (2012)
- Aura Noire (2018)

### Com Mezzerschmitt
- Weltherrschaft (2002)

### ComAva Inferi
- Burdens (2006)
- The Silhouette (2007)
- Blood of Bacchus (2009)
- Onyx (2011)

### ComNader Sadek
- 2011 - In the Flesh
- 2013 - Living Flesh

### Com Twilight Of The Gods
- Fire on the Mountain (2013)

### Com Earth Electric
- Vol. 1: Solar (2017)

### Com Vltimas
- Something Wicked Marches In (2019)

### Com RUÏM
- Black Royal Spiritism – I.O Sino Da Igreja (2023)